# Vitskuldrad tangara
Vitskuldrad tangara (Loriotus luctuosus) är en fågel i familjen tangaror inom ordningen tättingar. Den förekommer från Honduras i Centralamerika söderut genom Sydamerika till Bolivia. Fågeln tros minska i antal, men beståndet anses vara livskraftigt.

## Utseende och läte
Vitskuldrad tangara är en liten tangara med tydliga dräktsskillnader mellan könen. Hanen är helsvart utom en lysande vit fläck på skuldran. Honan är olivgrön ovan och gul under, med grått huvud. Hanen är mest lik svarttangaran, men är mindre med mycket tydligare vita skuldror. Honan kan förväxlas med en rad andra tangaror, men utmärks genom liten storlek och relativt kraftig näbb.

## Utbredning och systematik
Vitskuldrad tangara delas in i fem underarter med följande utbredning:
- Loriotus luctuosus axillaris – förekommer utmed Karibiska sluttningen från östra Honduras till västra Panama
- Loriotus luctuosus nitidissimus – förekommer utmed Stillahavssluttningen i sydvästra Costa Rica och västligaste Panama
- Loriotus luctuosus panamensis – förekommer från östra Panama till västra Colombia, västra Ecuador och västra Venezuela
- Loriotus luctuosus luctuosus – förekommer från sydöstra Colombia öster om Anderna till Bolivia, Guyana och norra Brasilien
- Loriotus luctuosus flaviventris – förekommer i Sucre i allra nordöstligaste Venezuela och på Trinidad

## Släktestillhörighet
Vitskuldrad tangara placerades tidigare i släktet Tachyphonus. Genetiska studier visar dock att arterna inom Tachyphonus'' inte är varandras närmaste släktingar. Vitskuldrad tangara, eldtofsad tangara och gultofsad tangara står istället närmare gråhuvad tangara (Eucometis penicillata) och borsttangara (Trichothraupis melanops). Initialt lyftes de därför ut till det nyligen beskrivna släktet Islerothraupis, men släktet Loriotus har visat sig ha prioritet. 

## Levnadssätt
Vitskuldrad tangara hittas i skogsområden i lågland och förberg. Den ses i par eller smågrupper, vanligen som en del av kringvandrande artblandade flockar.

## Status och hot
Arten har ett stort utbredningsområde, men tros minska i antal, dock inte tillräckligt kraftigt för att den ska betraktas som hotad. Internationella naturvårdsunionen IUCN listar arten som livskraftig (LC). Beståndet uppskattas till i storleksordningen fem till 50 miljoner vuxna individer.